# Smillie Peak
Der Smillie Peak ist ein 1767 m hoher und felsiger Berg auf Südgeorgien. Er ragt 1,5 km östlich des Mount Corneliussen am westlichen Ende der Allardyce Range auf.
Der South Georgia Survey kartierte den Berg im Zuge seiner von 1951 bis 1957 dauernden Vermessungskampagne. Das UK Antarctic Place-Names Committee benannte ihn 1955 nach Gordon Smillie (* 1926), einem Geodäten des South Georgia Survey.